# Nenad Krstić
Nenad Krstić (serb.: Ненад Крстић; ur. 25 lipca 1983 w Kraljevie) – serbski koszykarz, występujący na pozycjach silnego skrzydłowego lub środkowego.
Został wybrany z 24 numerem w pierwszej rundzie draftu NBA w 2002 roku przez New Jersey Nets. Kolejne dwa sezony spędził jednak w Belgradzie. W NBA zadebiutował w sezonie 2004–2005 i średnio na mecz zdobywał 10 punktów, 5,3 zbiórek i 0,84 bloków na mecz. W nagrodę został po sezonie wybrany do drugiej piątki pierwszoroczniaków.
Podczas swojego debiutu w play-offach, przeciwko Miami Heat, Krstić średnio notował 18,3 punktów, 7,5 zbiórki, 1 asystę i 1,5 strat na mecz.
W sezonie 2005–2006 notuje średnio 13,3 punktów i 5,9 zbiórek na mecz i stał się jedną z najważniejszych części drużyny Nets. Wielu fachowców zmienia termin "wielka trójka Nets", w skład której wchodzą Jason Kidd, Vince Carter i Richard Jefferson na "wielką czwórkę", dodając właśnie Krsticia.
22 grudnia pozrywał więzadła krzyżowe w lewym kolanie i nie zagrał już do końca sezonu 2006/07. W lutym 2011 brał udział w wymianie w ramach której trafił do drużyny z Bostonu.

## Osiągnięcia
Stan na 1 sierpnia 2017 na podstawie, o ile nie zaznaczono inaczej.

### Drużynowe
- Mistrz:
  - VTB (2012–2014)
  - Rosji (PBL – 2012, 2013)
  - Serbii i Czarnogóry (2002–2004)
  - Jugosławii (2002)
- Wicemistrz:
  - Euroligi (2012)
  - Turcji (2015, 2016)
  - Jugosławii (2001)
- Brąz Euroligi (2013)
- 4. miejsce w Eurolidze (2014)
- Zdobywca pucharu:
  - Jugosławii (2002)
  - Turcji (2015)
  - Superpucharu Turcji (2015)

### Indywidualne
- MVP:
  - miesiąca Euroligi (listopad 2011, styczeń 2014)
  - kolejki Euroligi (9 – 2011/12, 3 – TOP 16 – 2011/12, 9 – TOP 16 – 2012/13
- Uczestnik NBA Rising Stars Challenge (2006)
- Zaliczony do:
  - I składu Euroligi (2012, 2013)
  - II składu debiutantów NBA (2005)[7]

### Reprezentacja
- Mistrz turnieju FIBA Diamond Ball (2004)
- Wicemistrz:
  - świata (2014)
  - Europy (2009)
- Uczestnik:
  - igrzysk olimpijskich (2004 – 11. miejsce)
  - mistrzostw:
    - świata (2010 – 4. miejsce, 2014)
    - Europy:
      - 2005 – 9. miejsce, 2009, 2011 – 8. miejsce, 2013 – 7. miejsce)
      - U–20 (2002 – 7. miejsce)

  - turnieju:
    - FIBA Diamond Ball (2004, 2008 – 5. miejsce)
    - London Invitational (2011 – 4. miejsce)
- Lider mistrzostw Europy:
  - w skuteczności rzutów z gry (2011 – 60,2%, 2013 – 51,3%)[8][9]
  - U–20 w zbiórkach (2002)